# Eugène Lambling
Eugène Lambling, né 10 novembre 1857 à Bischwiller et mort le 19 mars 1924 à Lille, est un professeur de médecine de l'Université de Lille

## Biographie
Eugène Lambling fait ses études de médecine à l'université de Nancy et devient docteur de médecine en 1882. Il prépare l’agrégation en chime organique à Paris qu'il obtient en 1886. Il est nommé à Lille ou il devient professeur sur le chaire de chimie organique de 1889. En 1902, Il soutient une thèse de sciences en biochimie.
En 1911, il publie un livre pédagogique "Précis de Biochimie" qui sera revu et corrigé par Eugène Gley et réédité en 1919 et 1922. A son décès Michel Polonovski lui succède pour porter la biochimie médicale à Lille.
Il est actif dans le comité d'hygiène local et en vulgarisation sur la nutrition. Durant la première guerre mondiale, il s'implique dans le comité d'alimentation de la ville de Lille.
Il devient en 1909 correspondant national physique et chimie médicale de l'Académie nationale de médecine. Il est décoré chevalier de la légion d'honneur en 1908 pour ses travaux médicaux puis officier en 1923.
Son fils André Lambling (1899-1986) sera un gastro-entérologue parisien

## Publications majeures
- Des procédés de dosage de l'hémoglobine, Nancy : Impr. nancéienne, 170 pages 1882[6]
- Des origines de la chaleur et de la force chez les êtres vivants, Paris : G. Steinheil, 147 pages 1886, Thèse agrégation[7]
- Action de l'isocyanate de phényle sur quelques oxyacides et leurs éthers, Lille : E. Dugardin, 124 pages 1902[8]
- Précis de biochimie, Paris : Masson, 1911 réédité en 1919 et 1922[9]